# Вакил, Идрис Абдул
Идрис Абдул Вакил (суахили Idris Abdul Wakil; 10 апреля 1925, Макундучи, Занзибар — 15 марта 2000, Занзибар) — занзибарский и танзанийский политик и дипломат, четвёртый президент Занзибара, второй вице-президент Танзании (1985—1990).

## Биография
В 1952 году закончил университетский колледж Макерере.
В 60-х годах работал в правительстве Занзибара, потом работал послом в ФРГ (1967—1969), Нидерландах (1970—1973) и Гвинее (1974—1976).
С 1980 по 1985 год — спикер Палаты представителей Занзибара.
С 1985 по 1990 год — президент Занзибара.